# Solenopsis hayemi
Solenopsis hayemi är en myrart som beskrevs av Auguste-Henri Forel 1908. Solenopsis hayemi ingår i släktet eldmyror, och familjen myror. Inga underarter finns listade i Catalogue of Life.